# San Juan de los Reyes

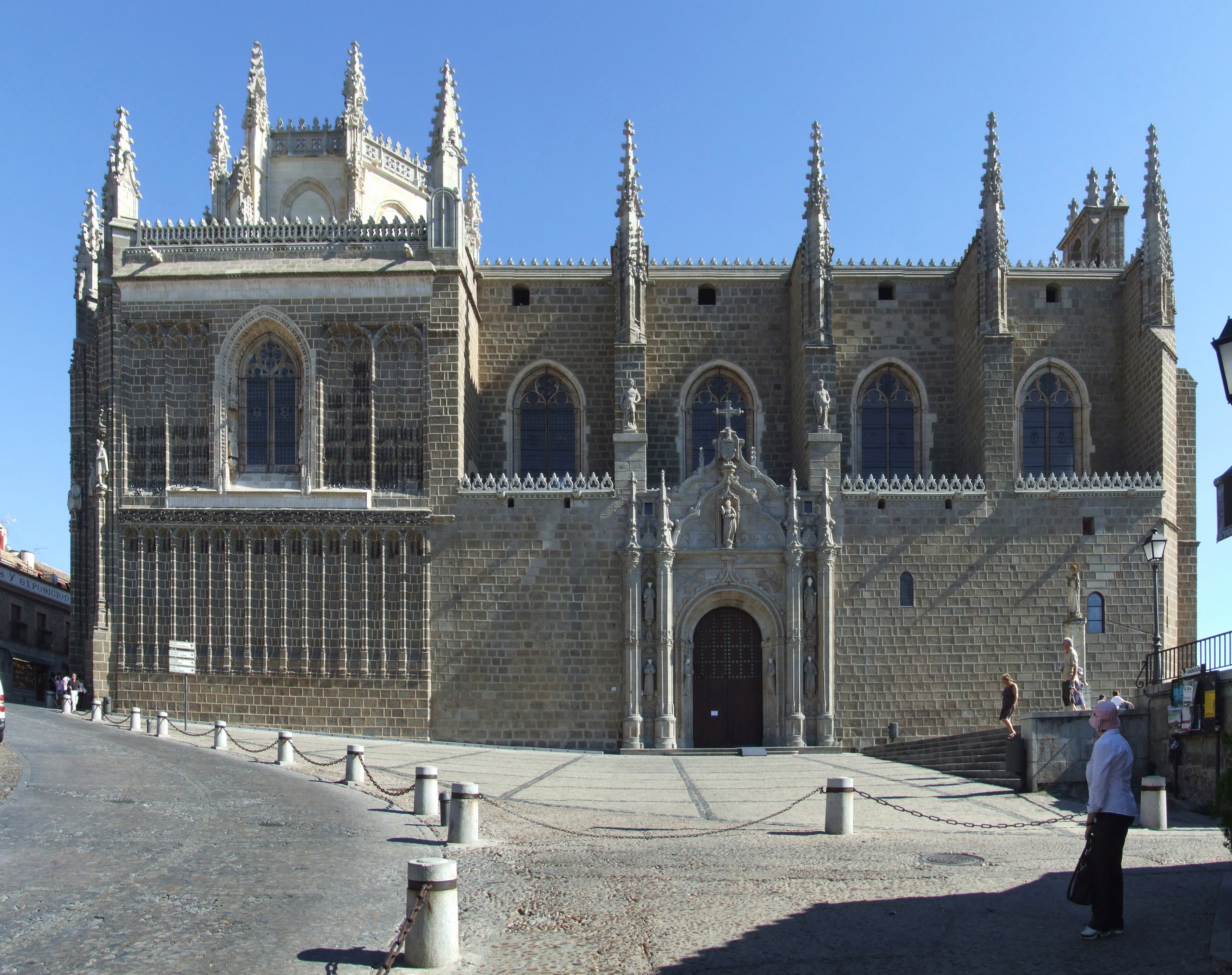
Kirche San Juan de los Reyes

San Juan de los Reyes ist ein Franziskanerkloster aus dem 16. und 17. Jahrhundert in der spanischen Stadt Toledo. Seine Kirche ist dem Patrozinium Evangelist Johannes unterstellt.

## Geschichte
Die Katholischen Könige Isabella I. von Kastilien und Ferdinand II. von Aragón stifteten das Kloster als Dank für den Sieg über die Portugiesen in der Schlacht von Toro im Jahr 1476. Der Bau zog sich bis zum Anfang des 17. Jahrhunderts hin und stellt eine Mischung aus spätgotisch-isabellinischen und mudejaren Stilformen dar.

## Kirche

### Außenbau
Das überwiegend aus exakt behauenen Granitsteinen errichtete Bauwerk wirkt – trotz der vielen Fialen und den beiden steinernen Balustraden, die sowohl die Ostteile des Gebäudes als auch die achteckige Laternenkuppel abschließen – relativ streng und klar. Das Nordportal, möglicherweise von Alonso de Covarrubias um 1540 entworfen, aber erst in den Jahren 1606–1610 fertiggestellt, stellt Johannes den Täufer umgeben von Heiligen des Franziskanerordens dar. In den schmalen Blendarkaden der Außenwände des Chorbereichs sind Ketten angebracht, die angeblich von christlichen Sklaven stammen, die aus maurischer Gefangenschaft befreit wurden.

### Inneres

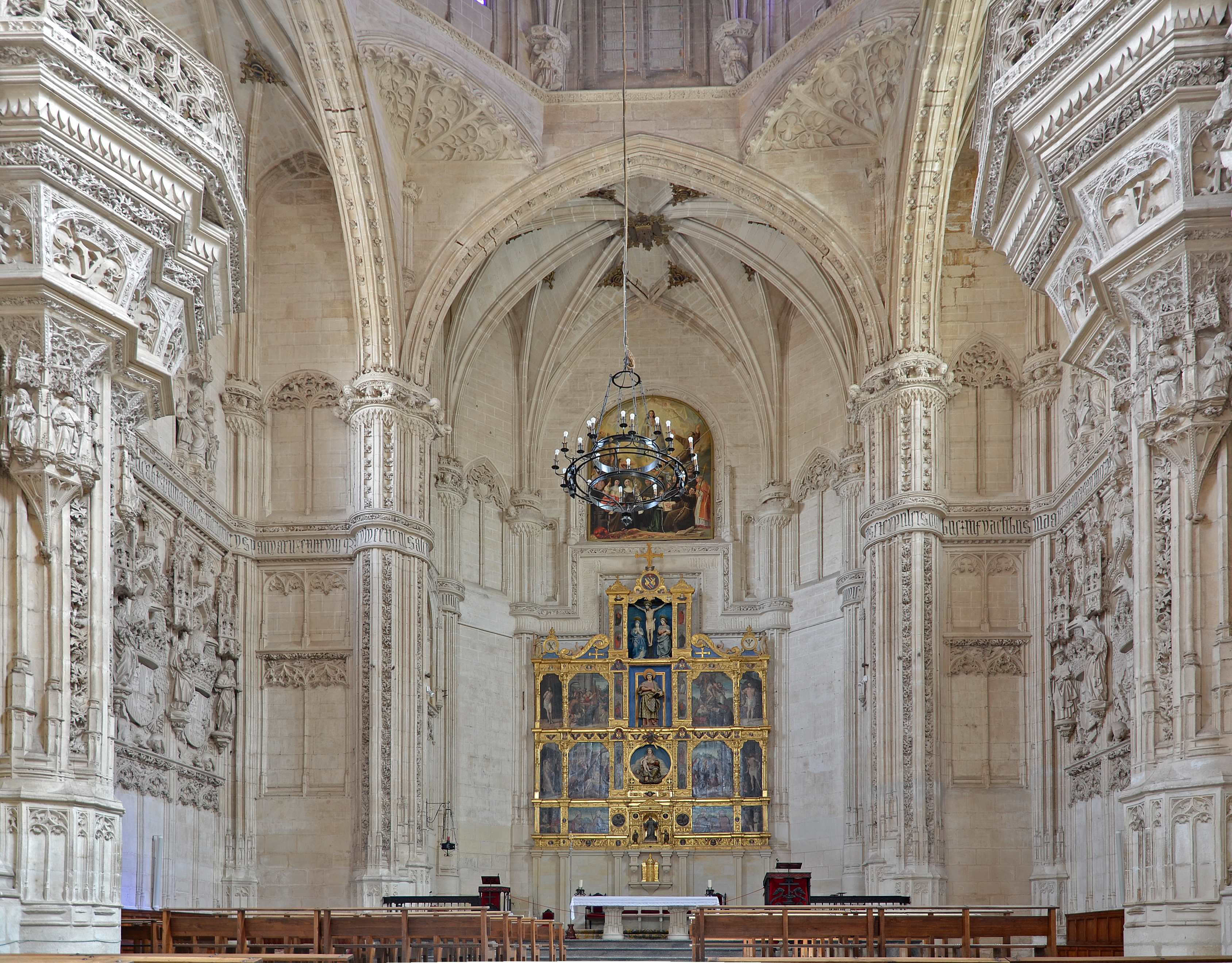
Kirche

Die nach einem Brand im Jahr 1808 wiedererrichtete einschiffige Kirche verfügt über zwei kurze Querschiffarme; die Vierung wird von einem Sterngewölbe überspannt, welches auf einem oktogonalen und teilweise durchfensterten Tambour ruht. Die vor allem in den Ostteilen außerordentlich reiche Innendekoration wurde von Juan Guas geschaffen und besteht aus steinernem Spitzenwerk (crestería) und im Querschiff mit zwei Emporen für die Stifter. Die Wände des Querschiffs sind mit einem Fries der königlichen Wappen versehen, die von einem Adler, dem Symboltier des Evangelisten Johannes, getragen werden. Jedes – noch ohne den nach der Eroberung Granadas (1492) dem Königswappen hinzugefügten Granatapfel gestaltete – Wappenschild wird begleitet von einem Joch (yugo) und einem Pfeilbündel (flecha), die für die beiden Anfangsbuchstaben der Königsnamen Ysabella und Fernando stehen. Ein platereskes Retabel aus dem 16. Jahrhundert mit Szenen der Passion Christi und Heiligenfiguren schmückt die Altarwand.

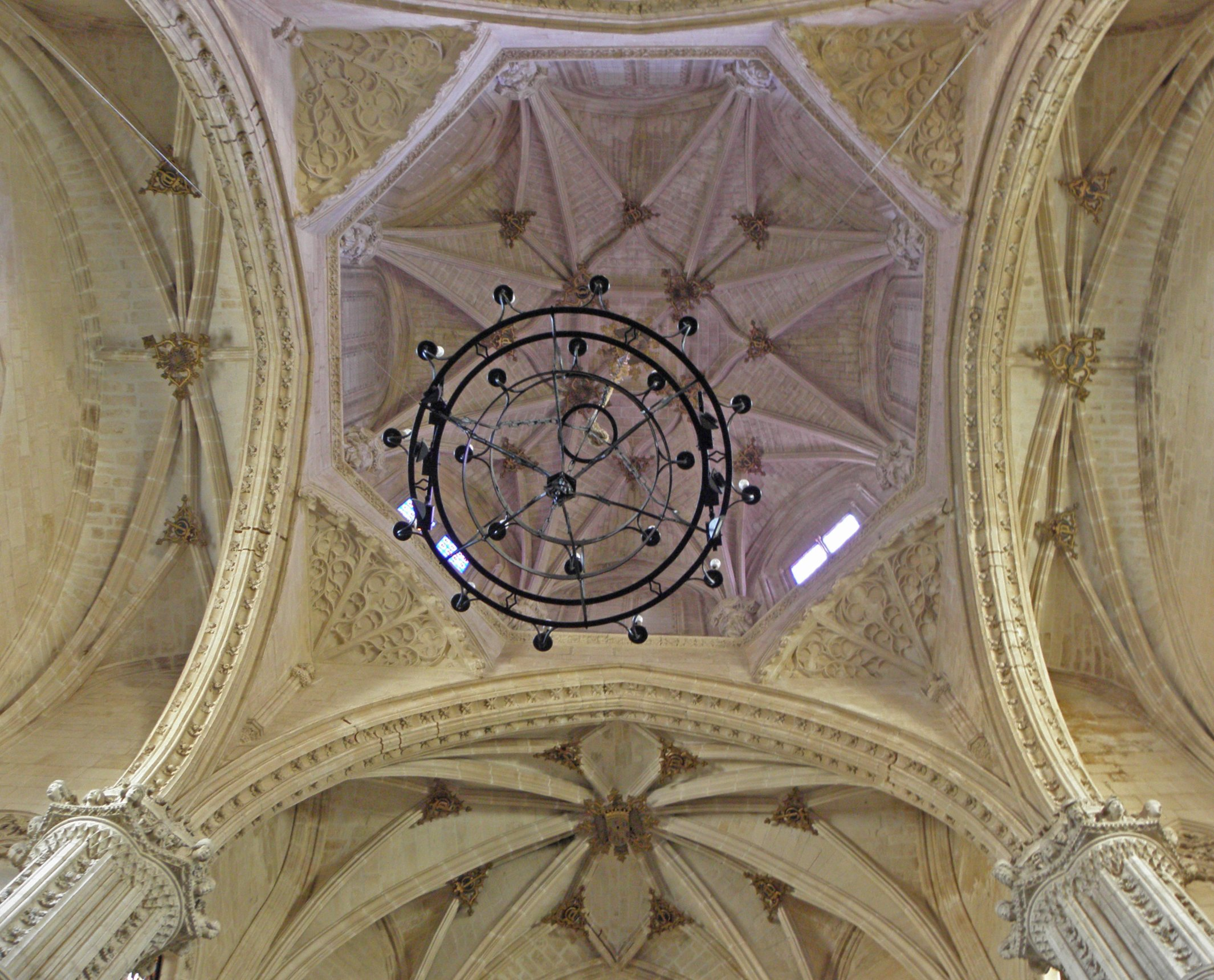
Vierungskuppel
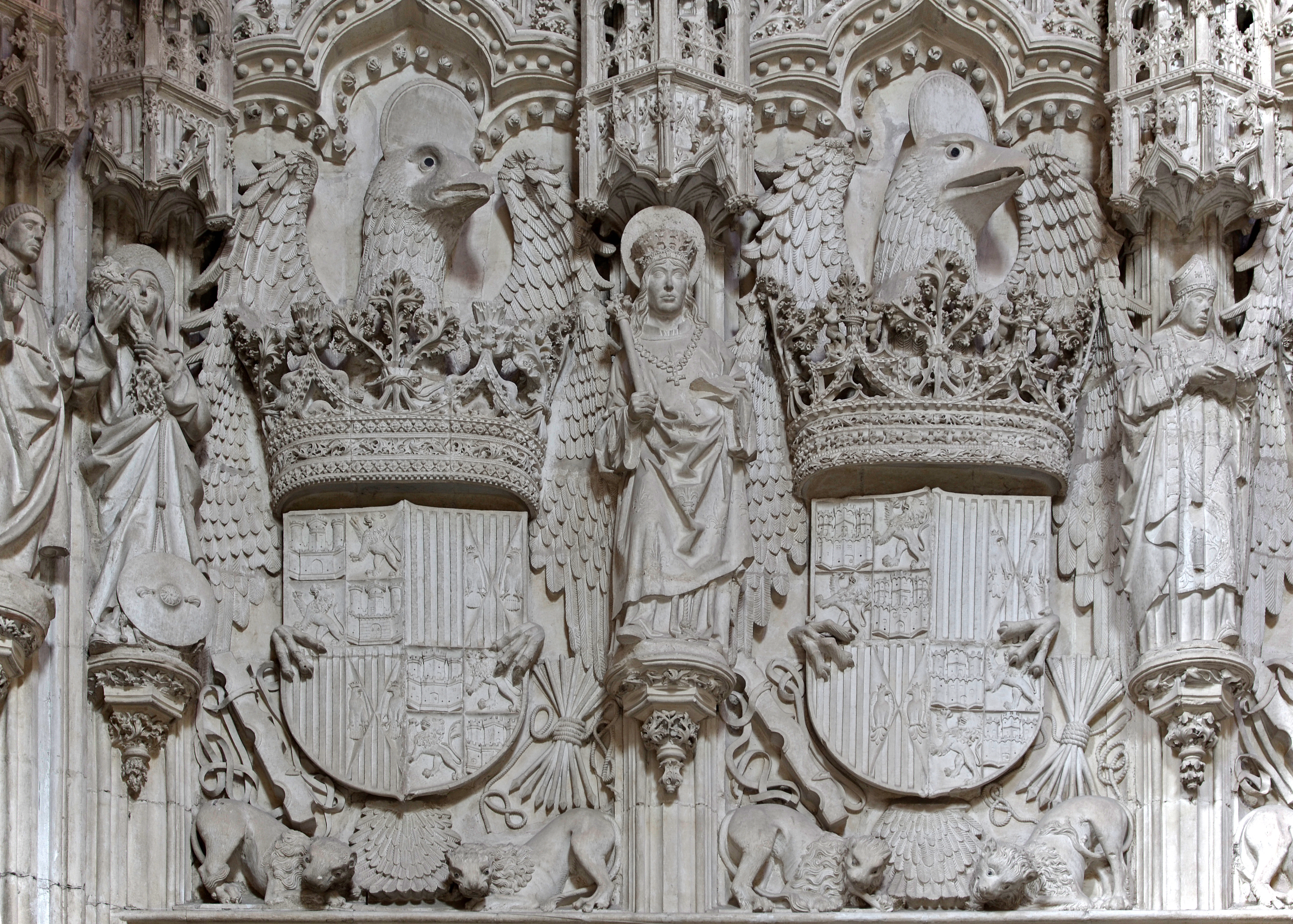
Adler mit Königswappen
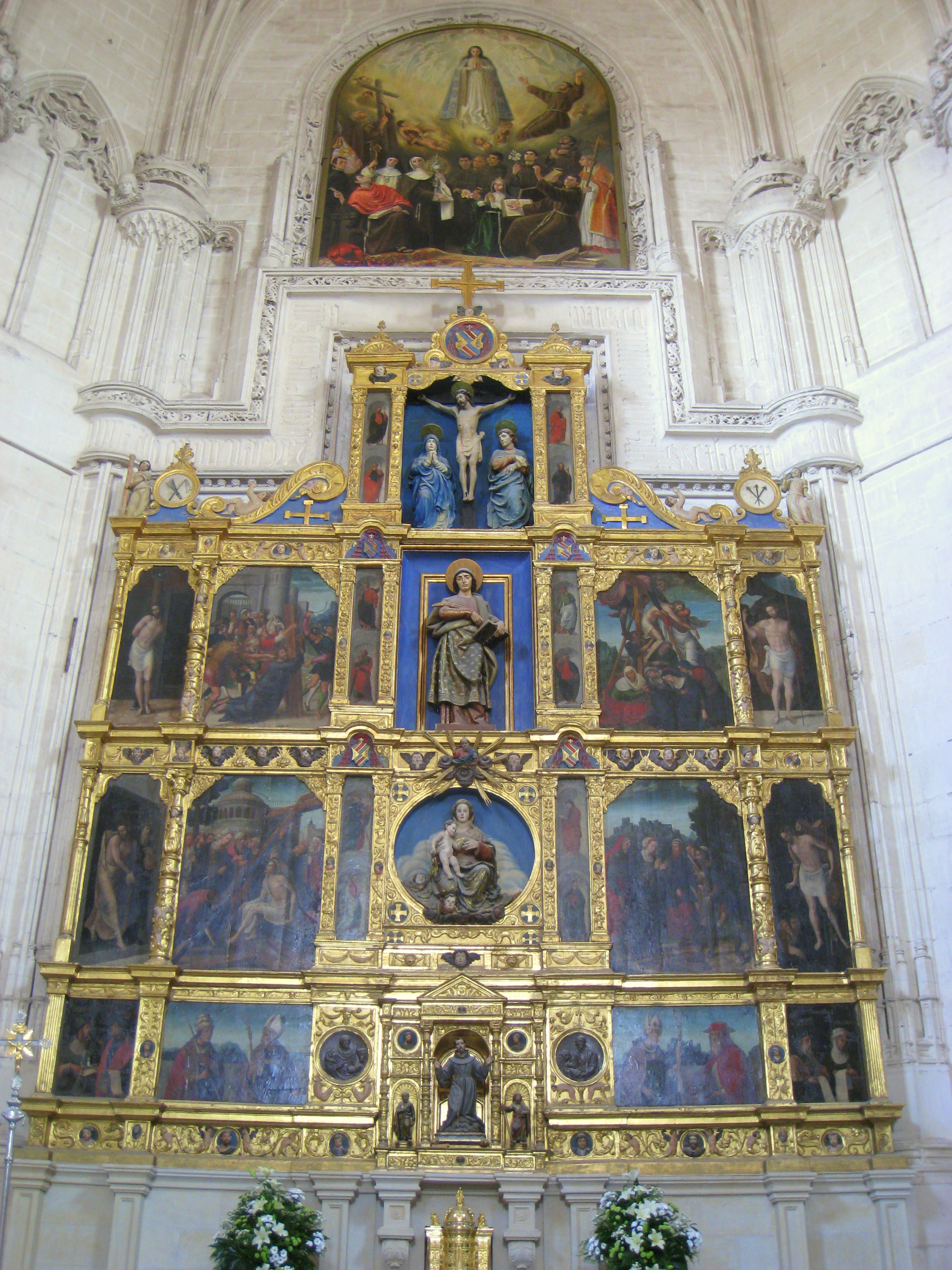
Altarretabel

## Kreuzgang

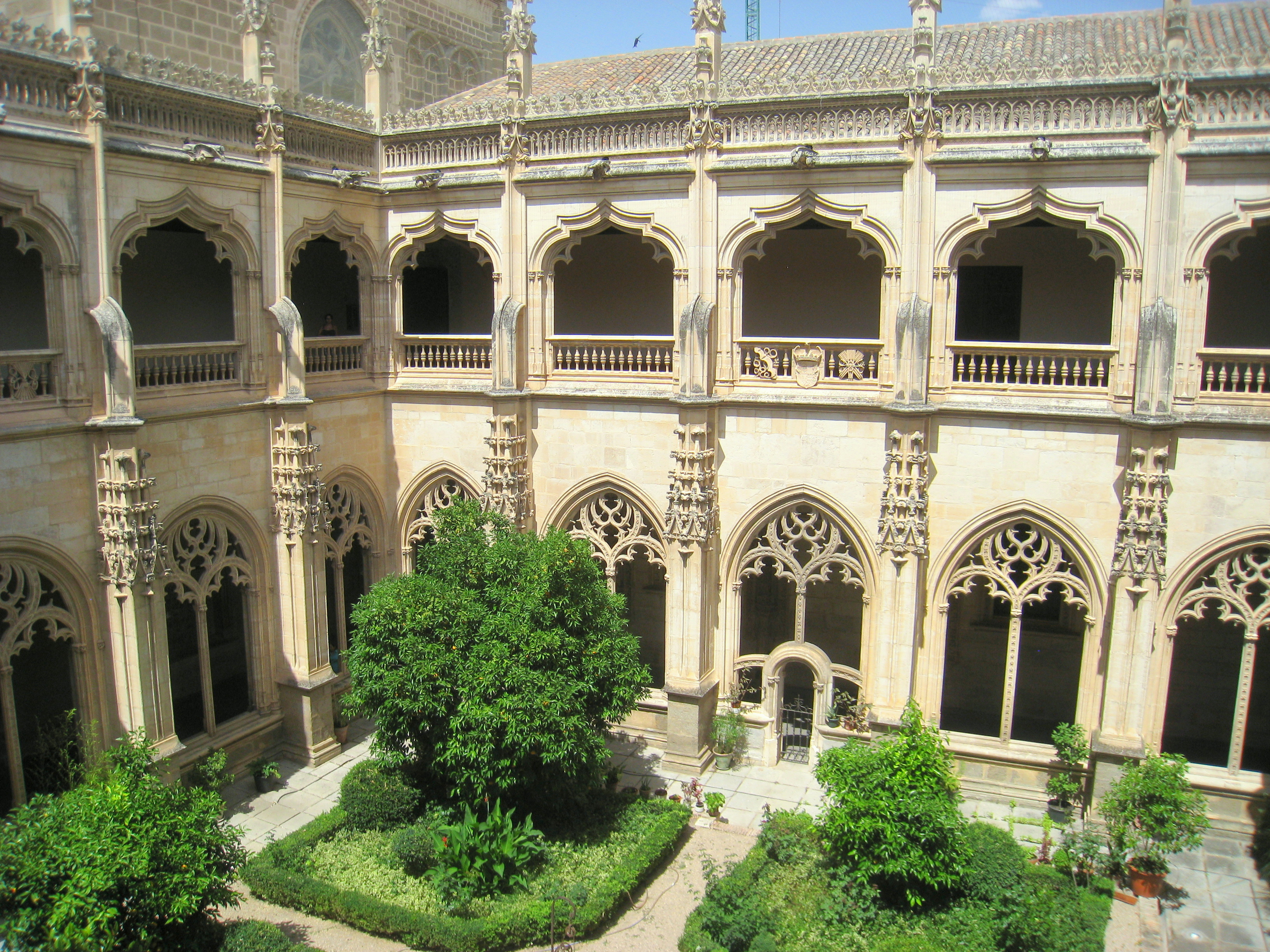
Kreuzgang

Der zweistöckige Kreuzgang mit spätgotischen Maßwerkarkaden und einem plateresken ersten Stock schließt ab mit einer Balustrade, die von zahlreichen Fialen gekrönt wird. Die Wasserspeier stellen Fabeltiere und kurioserweise einen Dudelsackpfeifer dar. Der erste Stock besitzt eine Artesonado-Decke im Mudéjar-Stil; darunter befinden sich insgesamt acht jeweils von zwei liegenden Löwen dominierte Schwibbögen, auf denen das Motto Ferdinands und Isabellas „tanto monta, monta tanto“ eingemeißelt ist, welches in etwa soviel bedeutet wie „der eine ist genauso viel wert wie der (oder die) andere“.

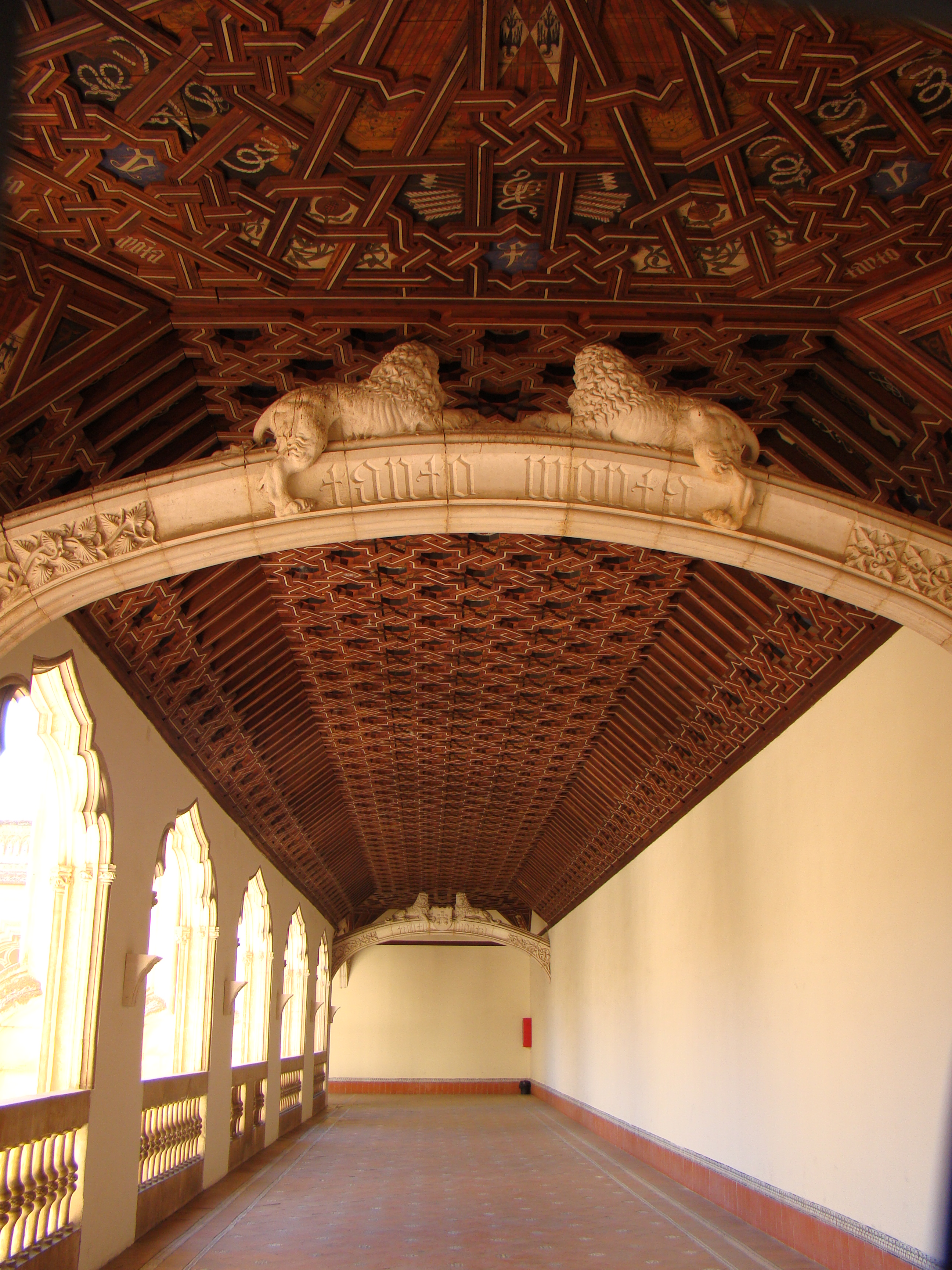
Obergeschoss des Kreuzgangs
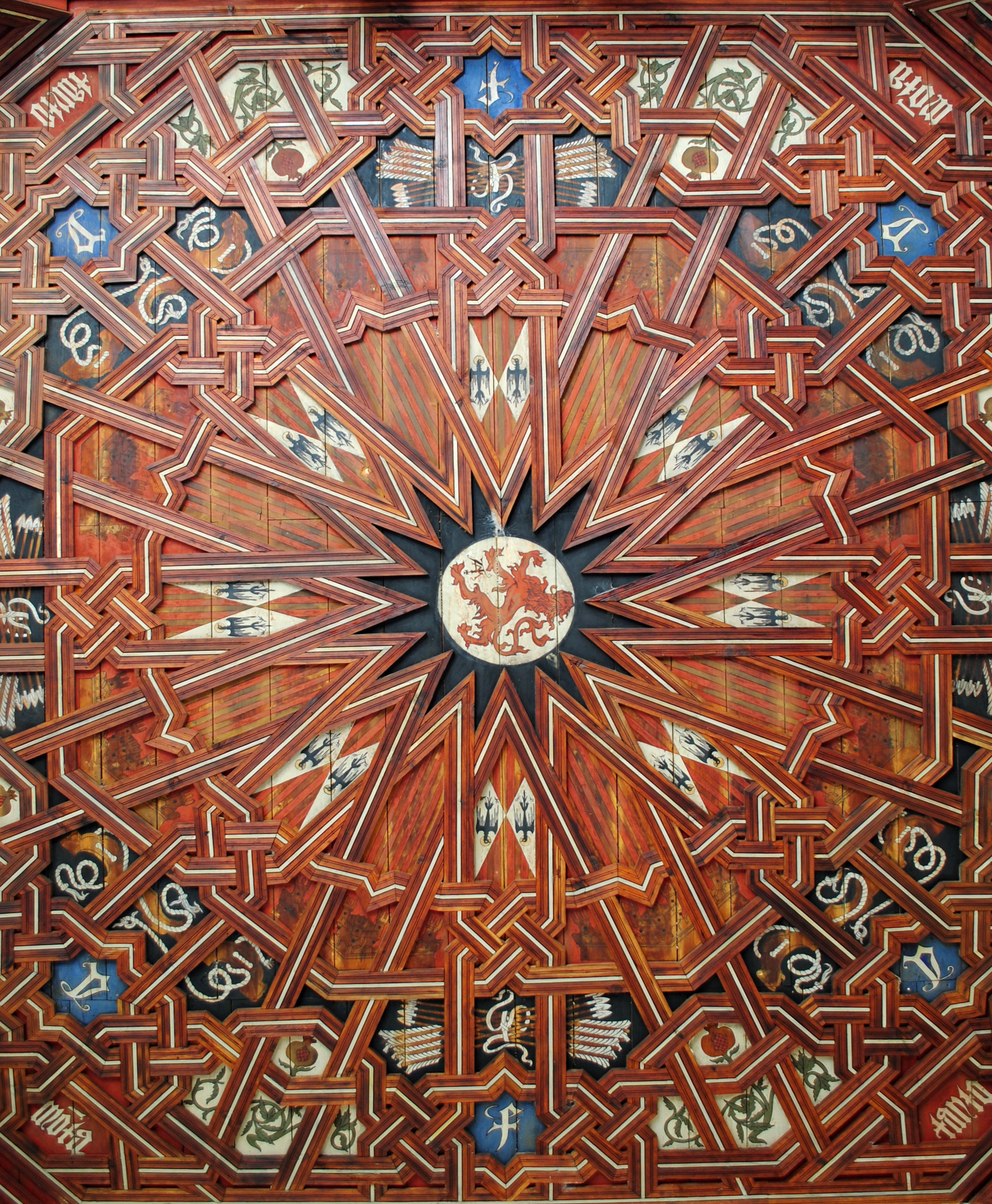
Mudejar-Decke
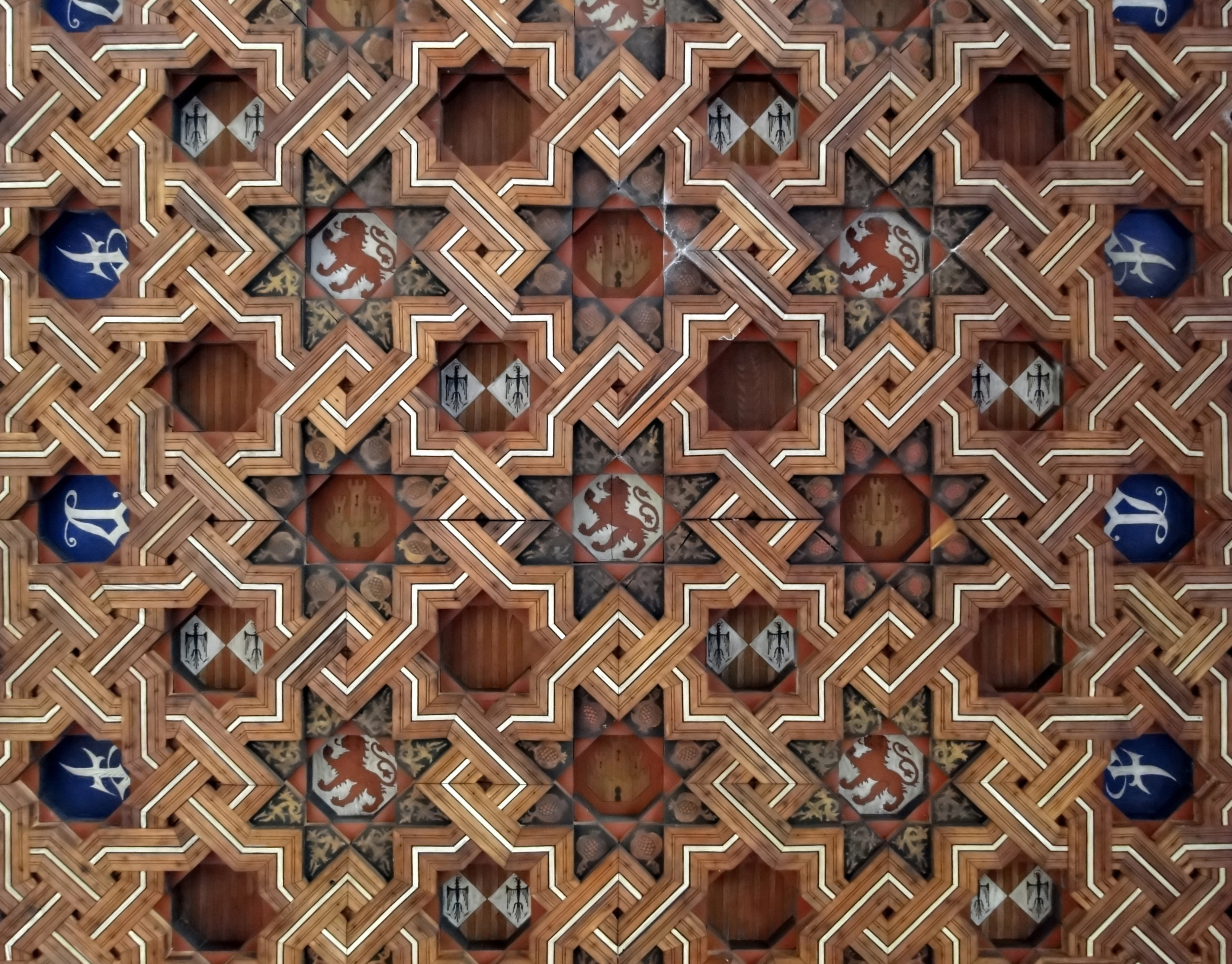
Mudejar-Decke (Detail)
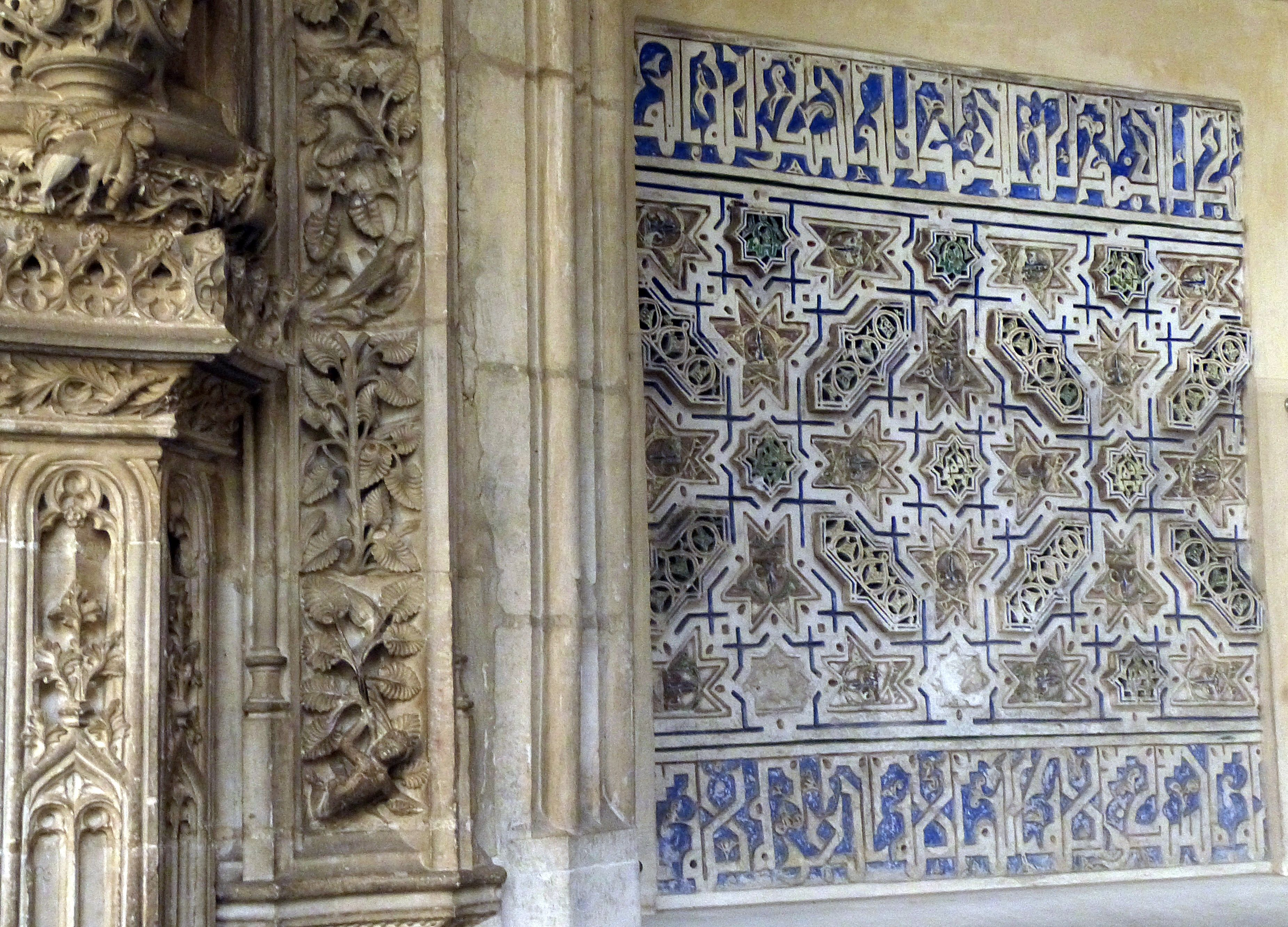
Maurisches Dekor

## Sonstiges
Diego de Landa, der spätere Bischof von Yucatán, war in den 1540er Jahren Novize im Kloster.